# 山口県立大津高等学校
山口県立大津高等学校（やまぐちけんりつ おおつこうとうがっこう）は、山口県長門市東深川にあった公立高等学校。全国高等学校ラグビーフットボール大会と全国高等学校軟式野球選手権大会の常連校であった。2013年3月をもって山口県立水産高等学校・山口県立日置農業高等学校と統合し、山口県立大津緑洋高等学校に再編されて閉校となった（後述）。

## 沿革
- 1903年4月 - 深川村立深川高等尋常小学校補修科（後の県立深川高等女学校→深川女子高等学校）設置。
- 1924年4月15日 - 深川村外八か町村組合立大津中学校（後の県立大津中学校→大津高等学校）設置
- 1949年4月1日 - 山口県立大津高等学校、山口県立深川女子高等学校を統合し、山口県立大津高等学校と校名変更。
- 1953年4月1日 - 家庭課程設置。
- 1962年4月1日 - 家庭課程募集停止。
- 1981年 - 軟式野球部が第26回全国高等学校軟式野球選手権大会で初優勝。
- 1998年4月1日 - 英語コース設置（1学級）。
- 2003年 - 軟式野球部が第48回全国高等学校軟式野球選手権大会で2度目の優勝。
- 2010年4月1日 - 英語コース募集停止。
- 2011年4月1日 - 山口県立大津緑洋高等学校への統合（後述）に伴い、新規生徒募集を停止。
- 2011年8月26日 - 軟式野球部が大津緑洋高校との連合チームで第56回全国高等学校軟式野球選手権大会出場。複数校による「連合チーム」が高校野球の全国大会に出場するのは硬式・軟式を通じて初めて[1]。
- 2013年3月1日 - 最後の卒業生が卒業。卒業式の後、大津緑洋高校への継承式を実施して閉校[2]。

## 学科
全日制
- 普通科
- 普通科英語コース - 2009年入学生まで

## 著名な出身者・関連人物

### 出身者
- 安部キミ子 - 参議院議員
- 安部英 - 帝京大学元副学長
- 江原達也 - 長門市長
- 井村尚嗣 - フリーアナウンサー
- 岡藤五郎 - 古生物学者
- 金子みすゞ - 童謡詩人。深川高女出身
- タサン志麻 - 家政婦
- 田中モトユキ - 漫画家
- 中島修二 - 元ラグビー日本代表選手
- 中村崇則 - ラクス創業者・社長
- 浴田由紀子 - 作家、連続企業爆破事件に関与した罪で服役を経験
- アンジー - かつて存在した日本のロックバンド

### 関連人物
- 香月泰男 - 画家、大津中学校OB。後に美術教師として深川高等女学校→大津高等学校勤務。
- 智ノ花伸哉 - 元小結力士、大相撲入門まで大津高校体育教師として勤務。

## 統合計画
地域の生徒数の減少もあって、長門市内にある3つの県立高校（大津高校、水産高校、日置農業高校）を統合する計画が立てられた。
当初は、大津高校と近隣にある水産高校の2校による統合が計画・予定されていたが、両校の出身者を中心にこの統合に疑問を唱える者が多く、長門市議会でも2005年（平成17年）7月11日、本会議において「長門市内の県立高校の再編統合計画（案）の撤回を求める意見書」を全会一致で可決。これを受ける形で、山口県教育委員会は大津・水産両高校の統合計画を一旦白紙に戻した。
2008年（平成20年）、山口県教育委員会は、今度は大津高校・水産高校に日置農業高校を加えた3高統合案を公表、翌2009年（平成21年）8月までに地元住民への説明会やパブリック・コメントの募集を行ったが、これについても地元で計画の凍結を求める意見が出されるなど、計画に反対する意見が依然として根強いものがあることを示した。
2009年（平成21年）9月、県教育委員会は「パブリックコメントで一定の支持が得られた」として、「3高校を統合再編して新高校を2011年に設置すること」「3高校の施設を利用するキャンパス方式によること」「新高校の名称を山口県立大津緑洋高等学校とすること」を内容とする3高統合再編を正式に県高校再編計画に盛り込み、県議会9月定例会に関連条例改正案を提出した。会期中に長門市議会による撤回を求める意見書や市民グループによる条例改正案撤回の請願（のち県議会文教警察委員会で不採択）が提出されるなどしたが、県議会本会議で条例改正案は可決され、再編計画を実施。大津・水産・日置農の3校は2011年度から新規募集が停止され、在校生が卒業する2013年3月をもって閉校となった。